# Сумо (народ)
Мајање (познате и као Суму или Сумо) су народ који живи на источној обали Никарагве и Хондураса, области која је обично позната као Обала комараца. Њихов омиљени аутоним је Мајања, јер је име "Сумо" омаловажавајуће име које су историјски користили људи Мискито. Њихова култура је ближа култури аутохтоних народа Костарике, Панаме и Колумбије него мезоамеричких култура на северу. Мајање су насељавале већи део Обале Комараца у 16. веку. Од тада су постали маргинализовани након појаве Мискита као регионалне силе.
Индијско племе Мајања, данас су подељени у етно-језичке подгрупе Панамахка, Твахка и Улва, живе првенствено у удаљеним насељима на рекама Коко, Васпук, Писпис и Бокај у североисточној Никарагви, као и на Патуци преко границе у Хондурасу, и то далеко на југу дуж Рио Гранде де Матагалпа. Изолација ових заједница омогућила је Мајањама да сачувају језик и културу даље од асимилационих импулса како веће индијанске групе Мискиту, која живи ближе атлантској обали, тако и „Шпанаца“, који су највећим делом ограничени на веће градове у региону у којима насељавају Мајање.
2001. године Мајање из мале заједнице Авас Тингни (тада 1100 људи) изборили су важну пресуду Међамеричког суда за људска права, основаног 1979. године споразумом потписника Организације америчких држава (ОАС). Пресудом је утврђено да аутохтони народи имају права на земљу у којој су традиционално живели и имали пребивалиште.

## Етнографија
Мајање су некада били најраширенија популација у карипском подручју Средње Америке. Били су организoвани као номадски ловци, рибари и сакупљачи, а изгледа да је било и канибализма. Први описи њиховог живота долазе још из колонијалног доба када су њихова племена Тавахка, Панамака, Силам, Ку, Бавихка, Принсу, Јуску, Боа, Улва и Кукра живели на територији од реке Рио Патука у Хондурасу јужно до Рио Ескондидо, у Никарагви. Мушкарци су носили прегаче, а жене кратке сукњице. Коса мушкараца била је дуга и равна, женама пуштена низ плећа, и једни и други китили су се огрлицама и наруквицама. Дрвеним дашчицама причвршћеним на бебину главу вршили су деформацију лобање.

### Села и куће
Сумо Индијанци су народ реке и кишне шуме са селима која граде дуж обала, чије су куће некада биле мултипородичне, величине 20×10 метара, распршена по заселцима на високој обали, где нису могла бити поплављена. Данас имају око 40 села у Никарагви и 5 у Хондурасу,а броје између 100 и 500 душа, те имају мање од 50 кућа, цркву, школу и трговину. Данашње куће су им малене, прекривене сламом или лимом, од бамбуса или дрвета, и око један метар подигнуте изнад тла.

### Храна и пиће
Сумо-субсистенција мало се изменила од старих времена. Домаћинство је самостална економска јединица. На пољима добијених техником посеци-и-спали узгаја се слатка неотровна маниока, јам и xантхосома, и кукуруз. Плантаин и банане основна су храна, а једу се сирове, пржене и куване, понекад заједно са кукурузом и палминим воћем, посебно маниоком, слатким крумпиром, а мешано с водом производе чичу коју зову вакисá и ферментирано пиво мисхла или васак. Индијанци узгајају и друго биље, три врсте тикава или бундева, какао, авокадо, разно воће, медицинско биље, памук, дуван, украсно биље, неке биљке из старог света, цитрусе, манго, рижу, грах и шећерну трску, парадајз, паприку, а неке од производе и за трговину.

### Лов и риболов
Лук и стрела, копље и пухаљка били су изворно оружје Сумо-ловаца. Данас се за лов служе пушкама и старом пушком од 22-калибра. Рибу хватају удицама, копљима, мрежама и ређе луком и стрелом, најуобичајенији су писцициди, рибљи отрови. Од домаћих животиња данас узгајају пилиће, патке, ћурке, свиње, краве и коње. Од дивљих животиња неке држе само као љубимце. Сумо Индианци још су увек дубоко везани уз шуму. Око 650 Тавахка Индијанаца који 1990. живе дуж средњег тока реке Рио Патука користи на око 770 четворних километара, од чега само 5% користи за агрикултурне потребе. Лов и сеча дрвета је мушки посао. Жена је задужена за кућу и помажу у пољу приликом садње, жетве и сакупљања у шуми.

### Обрт
Сумо Индијанци још увек производе моноксиле и секу дрво туно, из чије коре жене производе тканину (тикам), тапу из које су некада правиле прегаче и сукње, а данас из ње раде покриваче и мреже против комараца. Од конопа плету торбе и висеће мреже-хамаке, а раде га од тучене коре дрвета мајао. Тикве им још служе као чаше, а и друго покућство производе од дрвета.

### Брак
Сумо-мушкарац често узима више од једне жене. Женидба са не-Сумо партнером је забрањена, а дете из такве везе би убили, но у новије време знају се женити са Паја или Мискито Индијанцима, па и са црнцима и местицима, а и брачна заједница је све више моногамна. Брачно станиште изворно је било патрилокално, а данас, док себи не би направили нови дом, живе са родитељима.

### Веровања
Мисионар Џорџ Рајнк Хит, аутор бројних речника разних Мисулуан племена (1915) каже да је сунце за старе Сумо Индијанце било врховни створитељ и господар, а божанством је сматран и месец. Ландеро (1980, 16) наводи да се бог-сунце зове Мапапак (од ма = сунце, + папак = мој отац), а живи на небеском своду (мапикидикá). Природа такође обилује разним духовима које називају валасá, навах, лилкадутни или дималах. Данас су Сумо Индијанци, они у Хондурасу (Тавахка), углавном католици, а они у Никрагви моравског су веровања.

## Историја
Многи Сумо Индијанци страдали су у колонијалном периоду и од пристиглих Мискито Индијанаца. Племена Јуску, Принсу, Боа, Силам, Ку и Бавихка нестали су или су били асимилирани од експанзивних Мискита. Индијанци Улва, некад међу најраспрострањенијима очували су се од конфликата и болести једино дубоко у џунгли. Едвард Конземијус (1932) пронашао је тек 150 Бавихка, а Кукра Индијанци практично су нестали до 1920. Мисионари постају активни међу Сумо Индијанцима својим радом на Обали комараца од 1849. Током 20. века, многи Сумо Индијанци страдају у подручју реке Рио Коко, а око 3,000 их је евакуисано из Никарагве у Хондурас где им је пружена заштита.